# Убийства в Кедди
Убийства в Кедди — массовое убийство, произошедшее 11 апреля 1981 года в курортном городе Кедди, расположенном в Северной Калифорнии, США. Убийства были совершены в домике отдыха № 28 предположительно поздно вечером 11 апреля или на следующее утро. Жертвами стали: 36-летняя Гленна Шарп, известная как Сью, её 16-летний сын Джон и его 17-летний друг Дейна Уингейт. Тело последней жертвы, 12-летней дочери Сью — Тины, не было найдено в момент обнаружения преступления; часть её черепа и несколько других костей были найдены в 1984 году в Фетер-Фолс, примерно в 32 милях от Кедди. Старшая дочь Сью, Шейла, осталась ночевать у соседей и обнаружила тела утром 12 апреля. В домике также находились ещё два младших сына Сью и их друг, которые ночевали в соседней спальне той ночью, но они не пострадали.
Расследование ни к чему не привело, никто по делу арестован не был. Домик отдыха № 28 был снесён в 2004 году.

## Развитие событий
Утром 12 апреля 1981 в домике № 28 на базе отдыха «Курорт Кедди», расположенной в городе Кедди, Пламас Каунти, штат Калифорния, были обнаружены тела трёх человек.
Гленна «Сью» Шарп и её пятеро детей сняли домик отдыха на несколько месяцев. В ночь на 11 апреля Сью Шарп была в доме вместе со своей дочерью Тиной, двумя младшими сыновьями и их другом, который должен был ночевать с ними. Старший сын Сью, Джон, и его друг Дейна тоже собирались провести ночь в доме № 28, но провели весь день в близлежащем от Кедди городе Куинси. Последний раз их видели возвращающимися пешком из Куинси в Кедди. Скорее всего, Джон и Дейна вернулись в тот момент, когда убийства уже произошли, или же в момент их совершения.
Утром 12 апреля 14-летняя дочь Сью Шейла, которая провела ночь в соседнем доме, обнаружила тела Сью, Джона и Дейны в гостиной; все они были связаны электрическими проводами и медицинским скотчем, также их всех избили и нанесли тяжёлые ножевые ранения. Позже было установлено, что тело 12-летней Тины Шарп отсутствует.
Жертвы были жестоко убиты, а в комнате, где произошло преступление, были изрезаны стены и сломана вся мебель. Шериф Род ДеКрона, который был на месте преступления, заметил, что «кровь была практически повсюду». После обследования тел убитых было обнаружено, что все три жертвы были тяжело избиты молотком, а также подверглись ножевым ранениям. ДеКрона также сообщил, что один из ножей, который был обнаружен на месте происшествия, был использован с такой силой, что лезвие согнулось примерно на 25 градусов.
Вскоре дело об убийствах в Кедди, как и об исчезновении Тины Шарп, было предано забвению из-за неимения каких-либо улик и версий. Через три года после убийств, в 1984 году, часть черепа и несколько других костей Тины были найдены вблизи Фетер-Фолс, примерно в 32 милях от Кедди. Однако эта находка не дала никакой информации относительно преступления. Личность убийцы (убийц), а также его (их) мотивация остались неизвестными и в наши дни.
Домик № 28 был снесён в 2004 году.

## В массовой культуре
В 2009 году был снят 45-минутный документальный фильм об убийствах в Кедди под названием «Cabin 28: The Keddie Murders», который снял учитель английского языка из штата Калифорния Джош Хэнкок.
В 2015 году режиссёром Эндрю Джонсом был снят фильм ужасов «Коттедж 28» (Cabin 28), сюжет которого основан на убийствах в Кедди.